# William Murray
Vous lisez un « bon article » labellisé en 2010.
Pour les articles homonymes, voir William Murray (homonymie) et Murray.
William Murray, né le 2 mars 1705 et mort le 20 mars 1793, 1er comte de Mansfield, est un barrister, homme politique et juge britannique connu pour sa réforme de la loi anglaise. Né dans la noblesse écossaise, il reçoit son éducation à Perth avant de déménager à l'âge de 13 ans pour étudier à la Westminster School. Il est accepté au collège Christ Church de l'université d'Oxford en mai 1723, et acquiert rapidement une bonne réputation en tant que barrister.
Impliqué dans la politique à partir de 1742, il est tout d'abord élu membre du Parlement (« MP ») pour le borough de Boroughbridge, et est choisi pour le poste de solliciteur général. En l'absence d'un procureur général assez puissant, il devient le principal porte-parole pour le gouvernement à la Chambre des communes, où il se fait remarquer pour son « grand talent d'éloquence » et est décrit comme « le meilleur orateur sans comparaison » de la chambre. À la suite de la promotion de sir Dudley Ryder en tant que lord juge en chef, il devient procureur général, et lorsque Ryder meurt de manière inattendue quelques mois plus tard, c'est Mansfield qui prend sa place.
En tant que lord juge en chef, Mansfield modernise à la fois la loi anglaise et le système des tribunaux anglais ; il accélère les dépôts de requêtes et réforme la manière dont les jugements sont donnés afin de réduire leur durée et leurs coûts pour les parties. À la suite des procès Carter vs Boehm et Pillans vs Van Mierop, il est considéré comme le fondateur du droit commercial anglais. Il est probablement plus connu pour son jugement dans l'affaire Somersett, où il conclut que l'esclavage est illégal en Angleterre (bien que cela n'arrête pas le trafic).

## Jeunesse et éducation
William Murray naît le 2 mars 1705 au palais de Scone dans le Perthshire en Écosse. Il est le quatrième fils de David Murray, Vicomte de Stormont, et Margaret Scott, et fait partie d'une fratrie de onze enfants,. Ses parents sont de fervents jacobites,, et son grand frère James suit Jacques François Stuart en exil. Les sympathies jacobites de la famille de Murray sont cachées par ses contemporains, qui déclarent même qu'il a étudié à la King Edward VI School de Lichfield avec d'autres personnages de la justice anglaise. Il est en fait scolarisé à la Perth Grammar School, où il apprend le latin, l'anglais et les techniques rédactionnelles,. Il dira plus tard que cela lui donna un grand avantage à l'université par rapport aux étudiants anglais qui avaient appris le grec et le latin, mais pas la rédaction en anglais. À la Perth Grammar School, il devient évident que Murray est particulièrement doué et, en 1718, son père et son grand frère James décident de l'envoyer à la Westminster School, dont James connaît le doyen, Francis Atterbury. Le voyage entre Perth et Londres, distantes de 640 km, dure 54 jours. Murray s'épanouit à Westminster et entre à la fondation King's Scholar, réservée à l'élite, le 21 mai 1719.
Après un examen en mai 1723, Murray est accepté au collège Christ Church, avec le meilleur résultat des King's Scholar de sa promotion,. Il est admis parmi les membres de l'université le 18 juin 1723 ; il est inscrit dans le registre comme venant de Bath au lieu de Perth, car la personne chargée d'enregistrer les noms des nouveaux étudiants était incapable de comprendre son accent écossais. James est barrister en Écosse, et sa famille décide que c'est aussi le meilleur choix pour William. Le barreau était surpeuplé à l'époque, ce qui rendit difficile pour un jeune avocat de construire sa réputation, en plus du fait que le droit d'entrée était extrêmement élevé. Grâce au mécénat de Thomas Foley, premier baron Foley, qui donne 200 £ par an à Murray, ce dernier parvient à étudier au barreau, et devient membre de la Lincoln's Inn le 23 avril 1724,.
Après le décès de George Ier le 11 juin 1727, Murray remporte une compétition dont le but est d'écrire un poème intitulé The Death of the King (« La Mort du Roi »). Cet évènement est vu comme un rattachement à la maison de Hanovre et un statu quo politique, fait étrange quand on considère les sympathies jacobites de sa famille. L'explication la plus probable est qu'à court d'argent, il souhaitait s'assurer le mécénat et pouvoir ainsi progresser en politique. Une autre raison est la présence en compétition de son rival éternel, William Pitt. Il y a très peu d'informations concernant Murray à l'époque où il était à Oxford. Il étudie l'histoire ancienne et moderne, apprend le français et acquiert de solides connaissances en droit romain. Il apprend aussi le latin, et traduit les œuvres de Cicéron en anglais, puis à nouveau en latin. Il décroche son diplôme de Bachelor of Arts en 1727, et voyage à Londres en tant que barrister.

## Barreau anglais
Son premier contact en arrivant à Londres est William Hamilton, un barrister dont on dit qu'il est le premier Écossais à avoir exercé au barreau anglais, et un des seuls qualifiés pour exercer à la fois en Angleterre et en Écosse. Hamilton était un des garants de Murray lors de son entrée à la Lincoln's Inn en 1724, et l'aide à s'installer dans ses chambres de juges, au no 1 de l’Old Square,. À l'époque, il n'y a pas de formation légale formelle, et la seule nécessité pour qu'une personne puisse être officiellement barrister est d'avoir dîné cinq fois à la Lincoln's Inn, et d'avoir lu la première phrase d'un texte préparé pour elle par l'assistant. Ainsi, la plupart de l'entraînement pratique de Murray est issu de la lecture de textes dans les chambres d'Hamilton, et de l'écoute du juge lord Raymond au tribunal, ainsi que l'apprentissage par Thomas Denison de l'écriture d'ébauches de plaidoiries. Murray étudie aussi divers textes, parmi lesquels l'« ordinance de la Marine », un texte français à l'origine du Code civil français, ou encore les travaux de Bracton et Littleton, ainsi que des « compositions disgracieuses et incompréhensibles » sur la loi municipale.
Murray entre au barreau le 23 novembre 1730, s'installant au 5, King's Bench Walk. Il fait la connaissance d'Alexander Pope à cette époque, et, par le biais de cette amitié, il rencontre des membres de l'aristocratie, dont certains deviendront ses clients, comme Sarah Churchill. Pope lui apprend aussi à discourir, ce qui l'aide énormément au tribunal. Ses deux premières affaires se font en 1733, où il est opposé à Philip Yorke devant le juge Charles Talbot. L'aide de Talbot et de Yorke lui permettent d'acquérir une bonne expérience.
En 1707, les actes d'union fusionnent les royaumes d'Angleterre et d'Écosse en une seule entité nationale, mais les systèmes judiciaires restent séparés. Néanmoins, la Chambre des lords devient la plus haute cour d'appel dans les lois anglaises et écossaises, et en conséquence, les cas d'appel écossais de 1707 y sont jugés. Pour traiter ces affaires, il fallait un barrister qui soit familiarisé avec les deux lois : c'est une aubaine pour Murray. Dès 1738, il plaide dans des affaires écossaises devant la Chambre des lords,. Il s'illustre dans l'affaire Moncrieff vs Moncrieff en 1734, où les lords Cowper et Parker reconnaissent en lui un jeune et brillant barrister. À la suite de cette affaire, Murray est impliqué dans presque tous les cas judiciaires soumis à la Chambre des lords, qu'ils viennent d'Écosse ou non,.
En 1737, Murray devient conseiller pour la ville d'Édimbourg après la mort du capitaine John Porteous. Selon la tradition locale, les condamnés à mort ont la permission de se rendre à l'église la plus proche le dimanche précédant leur exécution. Deux criminels, Wilson et Robertson, en profitent pour s'échapper, et bien que Wilson n'ait pas réussi à sortir de l'église, Robertson parvient à s'évader. Wilson est un contrebandier qui fournissait les citadins en produits de contrebande, et, à cause aussi de l'impopularité du garde de la cité, le peuple était fermement de son côté. Porteous était le capitaine de la garde de la ville, et, furieux de la tentative de Wilson et conscient de la possibilité qu'on tente de libérer le prisonnier, il place une garde de 80 hommes autour de la potence. Alors qu'un homme tente de dépouiller le corps de Wilson après l'exécution, Porteous ordonne à ses troupes de faire feu sur la foule, tuant sept personnes. Il est d'abord condamné à mort pour meurtre, mais lorsque l'exécution est reportée, un groupe de citoyens pénètre dans la prison et le lynche à mort.
La Chambre des communes rédige alors un projet de loi pour punir la ville d'Édimbourg du comportement de ses citoyens en leur retirant le droit de vote. Murray est choisi pour défendre la ville à la fois à la Chambre des communes et à la Chambre des lords, et finit par tellement faire réduire le projet de loi qu'au moment où il est voté, il ne s'agit plus que d'une amende associée d'un changement de prévôt. En échange, les citoyens d'Édimbourg lui offrent les clés de la ville et un diamant, qui est toujours, en 2010, en possession de sa famille,. La réputation de Murray continue de grimper ; en 1738, il est impliqué dans 11 des 16 cas entendus à la Chambre des lords, et les deux années suivantes, il est conseiller dans 30 affaires.
Le 20 septembre 1738, il épouse Elizabeth Finch, la fille de Daniel Finch, comte de Nottingham, au château de Durham. Sa sœur Mary épouse Thomas Watson-Wentworth, premier marquis de Rockingham, ce qui aura un impact significatif sur la carrière de Murray.

## Membre du Parlement
Murray avait refusé à plusieurs reprises de devenir un membre du Parlement (MP), disant qu'il n'avait pas d'intérêt à faire de la politique. Cependant en 1742, le gouvernement de Robert Walpole chute, et le beau-frère de Murray, le comte de Nottingham, devient le nouveau premier lord de l’amirauté (First Lord of the Admiralty en anglais). Avec cette nouvelle connexion politique, Murray espère bientôt avoir un poste au gouvernement, et quand John Strange démissionne du poste de solliciteur général, Murray devient MP et succède immédiatement, le 15 décembre 1742, à Strange,. Bien que ce soit un poste de faible importance, un bon mandat pourrait mener Murray au poste de procureur général, puis, si la place se libère, à celui de lord juge en chef. Si la plupart des barristers ne font pas de bons politiciens, Murray se démarque par ses talents d'orateur et son raisonnement,.
En 1745, il défend les actions du gouvernement qui a recruté 16 000 soldats de Hanovre pour la guerre de Succession d'Autriche. En arguant que la stratégie militaire est la prérogative du roi, et qu'il n'a pas à recevoir d'avis de politiciens sans expérience militaire, il parvient à faire échouer la requête de retrait des troupes par 231 votes contre 181. Murray devient populaire auprès du gouvernement ainsi que du roi George II, et en l'absence d'un procureur général fort, il se fait le porte-parole du gouvernement pour la plupart des sujets. En 1747, il aide lord Yorke, comte d'Hardwicke, à écrire et faire voter une loi qui abolit les anciennes positions héréditaires en Écosse. En 1751, il transmet au gouvernement une ébauche de réponse à la tentative du roi de Prusse de déstabiliser le commerce neutre, ce que lord Stowell appelle « la fondation du droit de neutralité moderne », et que Montesquieu décrit comme une « réponse sans réplique ».
La mort du prince de Galles, l'héritier au trône britannique, le 20 mars 1751, cause un chaos constitutionnel ; George II souhaite que son fils le prince Guillaume-Auguste devienne régent (puisque le nouvel héritier, le prince George, n'est qu'un enfant), tandis que le public est en faveur de la mère de l'héritier, Augusta de Saxe-Gotha-Altenbourg. Le gouvernement tente de trouver le juste milieu en proposant un texte au Parlement : c'est un conseil composé entre autres d'Augusta qui assurerait le rôle de régent, en attendant que l'héritier atteigne la maturité. Murray fait un discours de support à la proposition du gouvernement mais, malgré cela, le Parlement n'est pas convaincu qu'un conseil est nécessaire.
Le 6 mars 1754, le premier ministre Henry Pelham décède, ce qui impose une réorganisation du gouvernement. Le procureur général sir Dudley Ryder devient lord juge en chef, et Murray prend le poste laissé libre,,. Quelques mois plus tard, le Master of the Rolls meurt, et il est demandé à Murray de le remplacer ; cependant il décline la proposition, déclarant qu'il « ne veut pas quitter le service de Sa Majesté ». Après le décès inattendu de Ryder le 25 mai 1756, Murray se propose de le remplacer comme lord juge en chef,.
Si son nouveau poste ravit Murray, le gouvernement se montre très préoccupé par la perte d'un bon procureur général. Pour le faire rester, le nouveau premier ministre, le duc de Newcastle lui propose le duché de Lancaster, en plus d'une augmentation de 6 000 £ par an et d'une rente. Il finit par tenter de le faire chanter en lui disant que s'il acceptait le poste de lord juge en chef, le gouvernement ne lui accorderait pas de pairie, comme c'était l'usage pour tous les lords juges en chef. Murray répond que, dans ce cas, il refuserait les deux postes. Newcastle abandonne et promet de lui accorder la pairie.
C'est un excellent avancement pour Murray, qui n'a pas d'intérêt en politique, à part gravir les échelons pour devenir membre du corps judiciaire. Murray n'est pas adapté à la politique, car il est trop calculateur et libre penseur pour accepter la doctrine d'un parti. Ses racines écossaises et jacobites l'enferment de plus dans d'incessantes insinuations et controverses ; en 1753, il est accusé par l'évêque de Gloucester d'avoir « bu à genoux à la santé de Jacques François Stuart ». Bien que l'histoire s'avère fausse, elle met Murray dans l'embarras, et est utilisée pour le narguer jusqu'en 1770. Sa rivalité avec William Pitt l'Ancien met en avant son incapacité à faire de la politique : contrairement à d'autres politiciens comme Philip Yorke ou Edward Thurlow, William Murray n'a pas le tempérament pour résister à la « véhémence des invectives de Pitt ». Il est généralement admis qu'il aurait pu devenir premier ministre à la mort de Pelham, mais cela aurait « placé [son génie] dans un mauvais environnement », et il déclinera toutes les opportunités de faire de la politique autrement qu'en tant que lord juge en chef.

## Lord juge en chef
Quiconque désire devenir juge se doit d'être un serjeant-at-law (en), ce que William Murray n'est pas ; il quitte donc la Lincoln's Inn pour la Serjeant's Inn. Il devient serjeant-at-law le 8 novembre 1756, et devient lord juge en chef à la maison du lord chancelier le soir-même. Il est immédiatement nommé « Baron Mansfield ». Le 19 novembre, il entre au Conseil privé. Il suspend temporairement ses activités le 5 avril 1757, quand il est nommé chancelier de l'Échiquier à la suite d'une ancienne coutume qui veut que le lord juge en chef doive occuper cette place lorsqu'elle est vacante. Il ne l'occupe que jusqu'au 8 avril, et il n'y a pas de traces d'activités particulières. Il devient ministre en 1757, tout en étant lord juge en chef, et le reste jusqu'en 1765.

### Réformes
Mansfield siège pour la première fois au tribunal le 11 novembre 1756, et n'a à cette époque qu'« une très mauvaise estimation du droit anglais qu'il doit administrer ». Le système judiciaire avait été assemblé juste après la conquête normande de l'Angleterre, et était complètement inadapté au XVIIIe siècle, le Royaume-Uni étant alors le « pays le plus productif et commercial au monde ». Mansfield commence immédiatement à réformer la manière dont la loi et les tribunaux fonctionnent, et une de ses premières actions en tant que lord juge en chef est de changer le système de soumission des requêtes. Chaque jour, tous les barristers étaient invités à déposer des requêtes, dans l'ordre de leur ancienneté décroissante. Comme chacun pouvait déposer autant de requêtes que souhaité, la journée se terminait généralement sans que les jeunes barristers n'aient pu déposer une requête. Cela impliquait que tout le travail allait aux anciens, qui étaient si surchargés qu'ils n'avaient bien souvent pas le temps de se préparer correctement pour aller au tribunal. De plus, cette situation générait un travail réduit par les jeunes barristers, bloquant ainsi l'évolution de leur carrière. Le nouveau système de Mansfield fait que chaque barrister ne peut déposer qu'une seule requête par jour, et que si tous n'étaient pas entendus à la fin de la journée, on continuait le lendemain matin.
À l'époque, il est aussi d'usage pour tous les jugements d'être délibérés. Bien que dans quelques cas ce procédé soit utile, dans la majorité des affaires, cela n'était qu'une perte de temps et d'argent. Mansfield change le système : à moins que la cour ait des doutes sur les preuves présentées, le jugement doit être immédiat. Cela a une portée énorme sur les tribunaux anglais, et les juges de la Cour d'appel et de la Haute Cour de justice ne mettent désormais en délibéré que quelques cas. Ces réformes font de la Cour de King's Bench une des plus actives, aux dépens de la Cour des plaids-communs, surnommée « le vide dormant ».

### Modification du droit du commerce
Au XVIIIe siècle, le droit du commerce anglais est toujours basé sur la Lex mercatoria, un ensemble de coutumes et de principes médiévaux utilisés pour réguler les échanges. D'autres pays en Europe ont déjà réformé et modernisé leurs lois, ce qui laisse la loi anglaise avec près d'un siècle de retard par rapport à ses voisins européens. Un marchand était, par nature, international, et les incompatibilités entre la Loi anglaise et celle des autres pays rendaient les affaires difficiles.
Mansfield fait de grands efforts pour porter la loi du commerce anglais au même niveau que les autres, et expose son point de vue ainsi : « Les négociations quotidiennes et les possessions des commerçants ne doivent pas dépendre de règles subtiles et pointilleuses, mais de règles faciles à comprendre et à apprendre, car elles sont dictées par le sens commun et la vérité du marché ». Dans la plupart des pays européens, le principe est qu'un commerçant est lié d'une part par ses contrats, et d'autre part par sa parole, tandis que les avocats anglais maintiennent qu'un commerçant n'est lié que par des documents signés. Le principe européen se base sur la supposition de bonne foi de la part des marchands, notion totalement absente dans la loi anglaise. Dans le procès Carter vs Boehm, Mansfield a une chance de réformer la loi relativement à la supposition de bonne foi. Carter est le gouverneur de Fort Marlborough construit par la Compagnie des Indes à Sumatra en Indonésie. Il avait contracté une police d'assurance avec Boehm au cas où le fort aurait été envahi par un ennemi. Un témoin appelé Captain Tryon atteste au procès que Carter savait que le fort était conçu pour résister aux indigènes, mais pas aux forces européennes, et que les Français pouvaient très bien attaquer. Les Français ont finalement attaqué, et Boehm refuse de couvrir Carter.
Mansfield tranche en faveur de Boehm, déclarant que Carter avait failli à la supposition de bonne foi. Dans son jugement, il dit :

« L'assurance est un contrat basé sur la spéculation. Les évènements spéciaux, comme la probabilité d'un conflit, repose généralement sur leur reconnaissance par l'assuré seulement ; le souscripteur croit en sa représentation et procède en sachant qu'il ne garde pour lui aucune connaissance, ni ne mène à croire qu'une circonstance n'existe pas, ni ne cache l'existence d'un risque. La bonne foi interdit à chaque signataire d'induire la partie opposée en erreur à la suite de l'ignorance d'un fait, ou sa croyance en un fait opposé »

C'est une tentative de Mansfield d'introduire la supposition de bonne foi dans la loi anglaise, et bien qu'il n'y soit pas parvenu (la majorité du droit du commerce anglais n'utilise pas cette notion), elle est toujours utilisée dans les contrats d'assurance. Cela vient du fait que dans les accords d'assurance, l'assuré connaît inévitablement plus les risques impliqués que l'assureur ; sans les mentions de « bonne foi », l'assuré n'aurait aucune raison de dire la vérité, et les compagnies d'assurances seraient bien plus réticentes.
Lors du procès Pillans & Rose vs Van Mierop & Hopkins, Mansfield s'en prend à la doctrine de la Consideration. En droit anglais, la Consideration est une partie vitale d'un contrat, qui consiste en un échange de bien ou de service entre les deux parties ; sans considération valide, la plupart des contrats sont nuls. Mansfield déclare cependant dans son jugement que cela ne doit être vu que comme une caution, et non une partie vitale. Il n'a toutefois pas réussi à rendre claire la limitation du périmètre d'application de ce jugement aux seuls contrats commerciaux. Son jugement est donc largement critiqué, et même contredit par la Chambre des lords dans le procès Rann vs Hughes (1778).
Mansfield renforce aussi un précédent jugement de la Cour de King's Bench datant de 1645, dans lequel on autorise un jury spécial constitué de commerçants à traiter les affaires concernant la loi du commerce. Il construit un corps spécial de jurés, appelé les « jurés de lord Mansfield » et qui joue le rôle de liaison effective entre les commerçants et les tribunaux. Mansfield, influencé par le droit romain et les écrivains comme Cicéron ou Xénophon, est personnellement en faveur du libre échange.

### Copyright
Mansfield rend un autre jugement remarquable dans Millar vs Taylor (1769), en rapport avec la loi sur le copyright. Andrew Millar est un libraire qui avait acheté en 1729 les droits d'édition du poème Les Saisons de James Thomson. Après l'expiration des droits garantis par le traité Statute of Anne (précurseur de la loi sur le copyright), Robert Taylor commence à publier sa version du poème. Mansfield, avec trois autres juges, conclut que malgré le Statute of Anne, il persiste un droit d'auteur, et qu'ainsi aucune œuvre ne peut être considérée comme du domaine public. C'est une grande victoire pour les éditeurs et les libraires, car cela veut dire qu'ils peuvent balayer la concurrence des nouvelles compagnies, vu qu'en l'absence de nouveaux textes, il n'y avait rien à publier pour eux. La jurisprudence est finalement cassée par la Chambre des lords dans l'affaire Donaldson vs Beckett en 1774. Ce jugement a été critiqué pour avoir une vision à trop court terme, Mansfield ne parvenant pas à prendre en compte que, si sa décision était correcte dans ce cas précis, la jurisprudence permettait la mise en place d'un monopole injuste pour les libraires et les éditeurs. C'est une des seules affaires où Mansfield est contredit : dans toute sa carrière, seuls six de ses jugements ont été annulés par une cour plus importante. Ce jugement précis fait partie d'une vision plus personnelle de Mansfield ; avec d'autres membres du système légal comme Sir William Blackstone, Mansfield est personnellement en faveur d'un copyright perpétuel.

### Junius
En 1695, le Parlement ne parvient pas à renouveler les Licensing Acts (censure dans l'imprimerie), autorisant ainsi la presse à attaquer le gouvernement. Malgré huit tentatives de réintroduire la censure entre 1697 et 1713, aucune ne réussit. Toutefois, le système judiciaire a une vision différente, et attaque régulièrement des citoyens pour incitation à la révolte quand ils impriment des textes attaquant le gouvernement. À partir du 21 novembre 1768, des lettres écrites sous le pseudonyme de « Junius » sont publiées dans le Public Advertiser, un journal londonien tenu par Henry Sampson Woodfall. Dans ces lettres, Junius attaque plusieurs leaders politiques, dont le marquis de Granby et Mansfield. Les lettres deviennent largement populaires, et la diffusion du journal double en cinq mois.
Le 19 décembre 1769, Junius écrit un pamphlet contre le roi, déclenchant la colère du gouvernement, qui décide de faire arrêter plusieurs personnes dont Woodfall pour avoir publié les lettres, John Almon pour avoir vendu les journaux, et John Miller pour les avoir réédités dans un autre journal. Almon est jugé au Westminster Hall par Mansfield et un jury le 2 juin 1770, et est déclaré coupable. Woodfall est jugé le 13 juin, toujours par Mansfield et un jury. Quand Mansfield déclare que le langage utilisé est calomnieux, le jury s'oppose, affirmant que Woodfall n'était « coupable que d'avoir imprimé et publié », mais pas d'incitation à la rébellion. Miller est jugé le 13 juillet et est innocenté après six heures de délibération. Il ressort de ces procès qu'aucun jury ne condamnera un imprimeur pour cette raison, laissant Junius libre de continuer à envoyer ses lettres.
Le 14 novembre 1770, une lettre de Junius adressée à Mansfield est publiée dans le Public Advertiser ainsi que dans le London Evening Post, un journal édité par John Miller. Junius accuse Mansfield tout d'abord d'être un Écossais, puis d'être un Jacobite inavoué, et enfin de tenter de supprimer le droit de la presse. Le solliciteur général menace de poursuivre les éditeurs, mais Mansfield s'y oppose, annonçant que s'ils arrêtaient de répondre à Junius, il s'ennuierait et n'écrirait plus. Mansfield avait raison puisque, à part une autre lettre le 5 octobre 1771, Junius cesse d'écrire à partir de 1772.

### Affaire Somersett

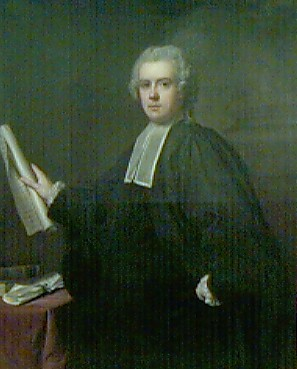
Francis Hargrave, avocat de James Somersett.

Mansfield est aussi connu pour son jugement dans l'affaire Somersett sur la légalité de la possession d'esclaves,. Les Anglais étaient impliqués dans le trafic d'esclaves depuis 1553, et, en 1768, plus de la moitié du trafic était opéré par des navires enregistrés à Liverpool, Bristol ou Londres. James Somersett est un esclave appartenant à Charles Stewart, un douanier américain en déplacement en Grande-Bretagne pour affaires arrivé le 10 novembre 1769. Au bout de quelques jours, Sommersett tente de s'échapper. Il est rattrapé en novembre et emprisonné sur le bateau Ann and Mary, appartenant au capitaine John Knowles, et lié à la colonie britannique de Jamaïque. Trois personnes, prétendant être les parrains et marraine de Somersett, font une demande au tribunal de King's Bench pour un cas d'habeas corpus ; il est alors demandé au capitaine Knowles d'amener Somersett devant la cour afin de déterminer si son emprisonnement est légal ou non.
Mansfield demande une audition le 22 janvier 1772, mais à cause d'ajournements, ce n'est que le 7 février 1772 que le cas est entendu. Pendant ce temps, l'affaire prend de l'importance dans la presse, et le public affluait avec des dons pour financer des avocats pour chacune des parties. Granville Sharp, un activiste à la recherche de cas allant contre les justifications légales de l'esclavage, devient un soutien pour Somersett, et au moment où le cas est entendu, pas moins de cinq avocats défendent l'esclave lors des trois différentes auditions entre février et mai.
La défense de Somersett affirme que si les lois coloniales autorisent l'esclavage, ni la common law anglaise, ni aucune loi du Parlement ne reconnaissent l'existence de l'esclavage, rendant ce dernier illégal. De plus, la loi anglaise sur les contrats ne permet pas à quelqu'un de se rendre esclave, ni à aucun contrat d'être valide sans le consentement de la personne. Ces arguments se fondent sur des détails légaux plutôt que sur des principes humanistes. Dans les faits, une loi passée en 1765 stipule que toutes les terres, les forts et les esclaves en possession de la Royal African Company sont la propriété de la Couronne, ce qui peut être interprété comme l'acceptation de l'esclavage par l'Angleterre. Lorsque les deux avocats de Charles Stewart prennent la parole, ils tentent de démontrer que, puisqu'un contrat sur la vente d'un esclave est reconnu en Angleterre, l'existence d'esclaves est forcément légale.
Après que les avocats de chaque partie ont donné leurs arguments, Mansfield demande une interruption, déclarant que « [ce cas] demande une consultation au sein des douze Juges ». Finalement, le 22 juin 1772, Mansfield rend son jugement, qui établit qu'un maître ne peut pas emmener son esclave hors d'Angleterre par la force, et conclut :

« La situation d'esclave est d'une telle nature qu'elle n'a pu être instituée pour aucune raison morale ou politique, mais uniquement par une loi promulguée, qui reste en vigueur longtemps après que la raison, l'occasion, et les circonstances même qui l'ont créée ont disparu de la mémoire. Cette situation est si odieuse que rien ne peut être invoqué pour la soutenir, sinon la loi. Quels que soient les inconvénients qui pourront être la conséquence de ma décision, il m'est impossible de dire que cette situation est permise ou approuvée par la loi de l'Angleterre, et donc ce Noir doit être considéré comme libre. »

Ce n'est pas pour autant la fin de l'esclavage dans tout l'Empire britannique, mais il est néanmoins aboli en Angleterre et en Écosse. À la suite de la décision de Mansfield, entre 14 000 et 15 000 esclaves sont immédiatement libérés, parmi lesquels certains resteront chez leurs maîtres comme employés rémunérés. La décision n'est visiblement pas respectée immédiatement : des Africains sont toujours chassés et kidnappés à Londres, Liverpool et Bristol, puis vendus ailleurs ; Mansfield est si peu certain de la manière dont le concept sera appliqué qu'il spécifiera dans son testament que sa nièce « mulâtre » Dido Elizabeth Belle devait être considérée comme une femme libre. De plus, des publicités de l'époque montrent que des esclaves peuvent toujours être achetés et vendus en Angleterre, et Mansfield lui-même parlera d'esclaves dans un jugement ultérieur. Bien que l'esclavage ne soit aboli dans tout l'Empire britannique qu'en 1834, le jugement de Mansfield est considéré comme une avancée considérable dans la reconnaissance de l'illégalité de l'esclavage.

## Chambre des lords
Après la formation du gouvernement de coalition « Fox-North », Mansfield accepte le poste de lord président de la Chambre des lords en février 1783. Le principal sujet de débat durant la coalition est le East India Bill, la nationalisation de la Compagnie anglaise des Indes orientales, qui provoque des discussions animées aux Lords et aux Communes. Pour accélérer le passage de la loi, Mansfield abandonne son poste pour entrer directement dans le débat le 15 décembre ; il essuie un échec et retourne le lendemain au Woolsack. L'abandon de la loi entraîne la dissolution du gouvernement, et Mansfield quitte son poste le 23 décembre 1783.
Mansfield aura donc fait partie de la Chambre des lords depuis sa nomination de comte de Mansfield le 31 octobre 1776 jusqu'au 23 décembre 1783,.

## Retraite

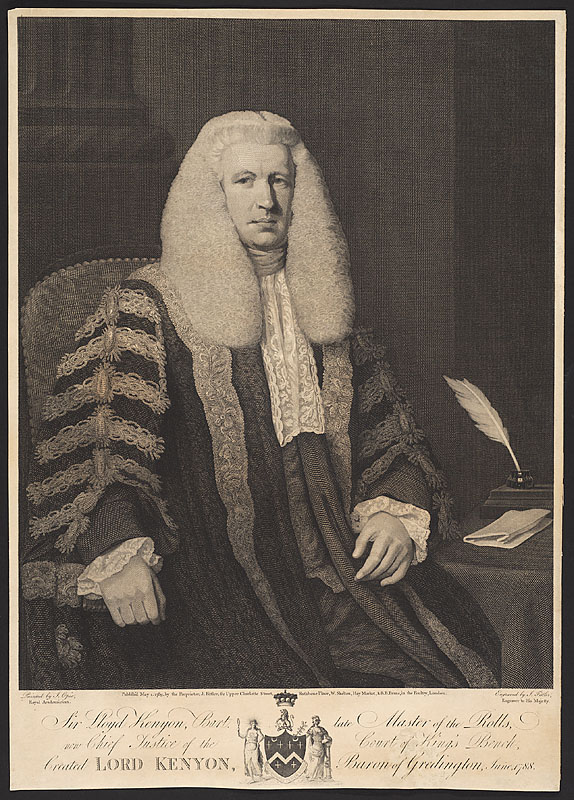
Lloyd Kenyon, successeur de Murray en tant que lord juge en chef.

Malgré une santé fragile, Mansfield refuse de quitter officiellement son poste de lord juge en chef en raison du refus de George III de voir le protégé de Mansfield, Francis Buller, lui succéder,. Le gouvernement de l'époque propose à la place Lloyd Kenyon ; Mansfield campe alors sur ses positions, espérant que le gouvernement tombera avant qu'il ne soit obligé de se retirer. C'est finalement impossible, et, le 3 juin, il écrit sa lettre de démission effective,.
Lord Mansfield passe le reste de ses jours à Kenwood House. Il se repose la plupart du temps, bien qu'en été, des groupes de barristers viennent lui rendre visite et le tiennent au courant des agissements au tribunal. Le 10 mars 1793, il se plaint d'un état somnolent, et bien qu'il se sente plus vigoureux le lendemain, il décède dans son sommeil le 18 mars. Son corps est enterré au transept nord de l'Abbaye de Westminster. Il laisse à son neveu et héritier, David Murray, le septième vicomte Stormont, une grande fortune, en particulier des terres de grande valeur. En 1801, un monument en marbre lui est dédié par John Flaxman ; il montre Lord Murray entouré des symboles de sagesse et de justice.

## Héritage
La loi anglaise est modifiée de manière significative pendant la carrière de Mansfield. En tant que lord juge en chef, Mansfield est l'instigateur de réformes sur les procédures judiciaires, l'accès à l'assistance légale, et sur le rendement des tribunaux. Il est connu pour son obstination à faire respecter l'égalité en droits dans tous les tribunaux, une vision qui lui vaudra des désagréments toute sa vie, mais qui sera finalement confirmée par le Parlement en 1873. Il établit aussi le principe que plutôt que de suivre aveuglement les jugements antérieurs, les juges doivent chercher à abolir les principes obsolètes, ce qui sera soutenu plus tard par Oliver Wendell Holmes Jr., qui dira : « Il est révoltant de ne pas avoir de meilleure justification pour une loi que le fait qu'elle ait été écrite du temps de Henri IV. Cela est encore plus révoltant si les bases sur lesquelles elle repose sont écroulées depuis longtemps, et si la loi persiste simplement comme une imitation aveugle du passé ». Il base ses jugements sur le principe que « tout comme la société évolue, la loi doit s'adapter aux divers aspects de l'humanité », amenant l'historien John Baker à le décrire comme « un des esprits de la justice les plus courageux ».
Ses contributions les plus importantes concernent le droit du commerce et la common law. Mansfield aura passé beaucoup de temps à amener la Loi anglaise au niveau des autres pays, ce qui lui vaudra d'être reconnu comme le « fondateur du droit du commerce dans ce pays »,.
Cependant, il est critiqué pour son opposition à la liberté de la presse, et son refus d'aller contre le roi, ainsi que pour son népotisme flagrant, mis en avant par sa volonté d'avoir Francis Buller comme successeur. Il est aussi critiqué pour avoir favorisé un gouvernement anti-colonialiste : en 1829, John Quincy Adams dira de lui qu'il était « plus responsable que n'importe qui de la Révolution américaine ». Des érudits comme John Chipman Gray émettent un doute : « la réputation de Mansfield en tant qu'avocat du commerce ne doit pas nous faire oublier son incompétence en loi de l'immobilier ».
Les opinions sont partagées à propos des intentions de Mansfield lors du jugement de l'affaire Somersett, la principale idée étant qu'il ne comptait pas réellement affranchir les esclaves. Le jugement est moins ouvert : il stipule seulement qu'un maître ne devrait pas emporter son esclave en dehors du pays par la force, pas que les esclaves anglais devaient être émancipés. Selon Davy et Hargrave, si Mansfield avait vraiment voulu émanciper les esclaves, il se serait basé sur tout un tas de précédents, comme Smith vs Gould, ou Shanley vs Harvey, mais il ne le fit pas. Plusieurs commentaires qu'il fit avant et pendant l'affaire suggèrent aussi que l'émancipation totale n'était pas son intention ; il écrivit à l'ouverture du procès : « La condition que 14 000 ou 15 000 hommes perdent, en devenant libres, est très dommageable dans les conséquences que cela implique ». L'expert Alan Watson interprète cela, conjointement avec les tentatives de Murray d'essouffler l'affaire en tenant de nombreuses sessions, comme un indice de sa réticence à prendre une décision par peur des conséquences économiques. Plusieurs commentaires qu'il fit à Thomas Hutchinson dans des lettres privées, ainsi que ses commentaires sur la décision Somersett dans l'affaire R. vs Habitants de Thames Ditton suggèrent aussi que l'émancipation n'était pas son objectif.

## Personnalité
Mansfield est remarqué au barreau, au Parlement et en tant que juge, pour son éloquence et ses talents d'orateur. Il est aussi un grand travaillant, traitant parfois les papiers administratifs afin d'accélérer le processus légal. L'avocat Gareth Jones le caractérise comme « modéré, urbain, éloquent, énergique, cultivé et érudit ; un avocat très imaginatif qui cherchait la raison et n'était pas aveuglé par l'héritage du passé ». Edmund Burke, un contemporain, dit qu'« il pouvait être dominé pour la force, rivalisé pour la persuasion, mais en matière d'insinuation, il n'avait pas d'égal. Il excellait dans l'assertion d'une affaire. Rien que cela valait l'argument de n'importe quel homme. » Samuel Johnson dira de lui : « On peut faire quelque chose de bien d'un Écossais, pourvu qu'on l'attrape jeune », puis plus tard « [il n'est] plus un simple avocat ». La Lincoln's Inn offre un ensemble de bourses d'études pour accéder au barreau nommé la « bourse de lord Mansfield ».
Contrairement aux autres barristers, Mansfield est réputé pour son sang froid et sa « prudence proche de la timidité ». On lui reproche d'être « modéré et insensible », contrairement à des barristers agressifs comme Edward Coke. Les rapports sur son tempérament et son attitude en tant que juge sont contradictoires : William Pitt l'Ancien le décrit comme « un très mauvais juge, fier, hautain au Barreau et hâtif dans ses délibérations », tandis que Charles Yorke dit de lui qu'il est « offensif et impopulaire ». Les deux avis sont cependant biaisés : Pitt est le rival éternel de Mansfield, et Yorke était en compétition avec lui pour le poste de Lord Chancelier à l'époque. Edward Foss dit que « jamais il n'y a eu un juge plus vénéré par ses contemporains, ou dont la mémoire était chérie avec plus de respect et d'affection », et le décrit comme « le grand oracle de la loi ». Il est surnommé le « génie du droit de sa génération » et comparé à Joseph Story, juge de la Cour suprême des États-Unis célèbre pour sa qualité. D'autres Américains comme Julian S. Waterman, le considèrent comme « non seulement le plus grand juge de la common law, mais aussi de l'histoire anglo-américaine » tandis que Joseph Story dira que Mansfield « a révolutionné la common law, la libérant de son égoïsme féodal et de la barbarie » et qu'« il était un de ces grands hommes élevés par la Providence, à un moment fortuit, pour effectuer une révolution salutaire dans le monde ».